# Битва при Мононгахеле
Битва при Мононгахеле (англ. Battle of the Monongahela) — сражение, состоявшееся 9 июля 1755 года между союзными франко-индейскими и британскими войсками в Канаде во время Франко-индейской войны и закончившееся решительной победой французов и их индейских союзников.
Сражение проходило на территории современного штата Пенсильвания в 10 милях (16 км) к востоку из Питтсбурга, и стало единственным сражением экспедиции Брэддока.

## Предыстория
Англичане уже не первый раз заявляли о своих правах на Долину Огайо, даже если она находилась в «чужих руках». На неё претендовали как местные индейские племена, так и французы. Последние своевременно узнали о планах Огайской компании и приняли меры для защиты своих интересов. В 1753 году губернатор Новой Франции, маркиз Дюкен распорядился начать строительство цепи бревенчатых фортов на реке Аллегейни и в верхнем течении реки Огайо.
Губернатор колонии Виргиния решил отправить к французам гонца с требованием покинуть земли английского короля. Выполнить эту миссию он поручил 23-летнему майору Джорджу Вашингтону, который должен был доставить ноту французскому коменданту форта Ле-Бёф. У Вашингтона имелись и личные интересы — его старшие братья также были акционерами Огайской компании.
Майор взял с собой 150 человек и попытался выгнать французов; он получил отказ, произошла стычка, и англичане убили 10 человек. Тем не менее, Вашингтон трезво оценивал свои шансы и счёл за благо отступить. Из Европы прибыл генерал Эдвард Брэддок. Его три тысячи солдат имели конкретную задачу — захватить форт Дюкен и другие французские укрепления в долине Огайо.
Помимо солдат регулярной армии и местного ополчения, в состав экспедиции Брэддока должен был войти вспомогательный отряд индейцев из южных колоний (из племён чероки и катавба). Однако он так и не прибыл — в первую очередь из-за противодействия губернатора Южной Каролины Джеймса Глена (James Glen) (он отказался посылать «своих» индейцев на службу «чужим» интересам). Вместе с тем, во многом из-за этого Брэддока отказались поддержать ирокезы, хоть они и навещали его лагерь. Ни с чероки, ни с катавба — своими давними врагами — они связываться не хотели.
Позицию Глена разделяли и губернаторы других колоний. Всячески советуя генералу нанять индейских воинов, они отказывались выделить нужные для этого средства. Переводчик Джордж Кроган (George Croghan) и Бенджамин Франклин, который занял у Брэддока пост начальника службы снабжения, пытались искать союзников по своей инициативе, но неожиданно натолкнулись на противодействие самого Брэддока. Командующий рассчитывал только на своих профессиональных ветеранов. К «голым дикарям и этим канадцам… в их рубашонках» он относился с изрядной долей предубеждения. В итоге к экспедиции присоединился отряд всего из восьми индейцев (из племени минго) во главе с вождём Скарроядди (Scarroyaddy).
Генерал Брэддок пригласил участвовать в походе и Вашингтона, который стал одним из адъютантов генерала. Тот хорошо знал местность и тактику неприятеля. Французы и индейцы стреляли из-за камней и деревьев, не подставляясь под огонь британских боевых порядков. Вашингтон и другие пытались убедить Брэддока потратить время на обучение солдат приёмам войны в лесу, но командир считал это недопустимым и «недостойным джентльмена». Брэддок настоял на том, чтобы идти по лесу, к форту Дюкен, как на парад — с барабанным боем и развевающимися знамёнами. Он собирался устрашить французов и принудить их к быстрой капитуляции. Но его ждало жестокое разочарование.

## Экспедиция Брэддока
Поход генерала Брэддока был назван «Экспедицией Брэддока». Армия Брэддока медленно двигалась от форта Камберленд (Fort Cumberland), прорубаясь сквозь лесную чащу. Солдат постоянно мучил зной, мошкара и непроходимая размытая дождями тропинка. Тропа, которую они прорубили, затем стала частью Национальной дороги. Марш затянулся на 19 дней.
Английскую колонну постоянно тревожили летучие отряды противника. 18 июня, находясь в разведке, вождь Скарроядди попал в плен к «французским» индейцам. Однако престиж вождя был так велик (он был широко известен в долине Огайо как искусный дипломат и оратор), что его не казнили, а оставили привязанным к дереву. Вскоре Скарроядди нашли и освободили люди переводчика Д. Крогана.
К 3 июля разведка стала таким рискованным делом, что Брэддоку пришлось постоянно уговаривать и одаривать индейцев. В обстановке всеобщей нервозности английский часовой застрелил сына Скаруди, когда он возвращался с задания — несмотря на то, что разведчик верно назвал пароль. Адъютант Брэддока Роберт Орм (Robert Orme) боялся, что индейцы взбунтуются, но этого не произошло. Брэддоку пришлось выплатить Скарроядди большую компенсацию. Крошечный отряд минго остался с англичанами до конца. Наконец, 4 июля разведчики отправились к самому форту Дюкен. Через три дня индейцы вернулись, принесли французский скальп и доложили, что в форте людей немного.
9 июля Брэддок сделал остановку — требовалось преодолеть два брода через реку Мононгахела (Monongahela River). Опасной он счёл только вторую переправу. Он направил подполковника Томаса Гейджа с приказанием преодолеть обе переправы и закрепиться на дальнем берегу до подхода главных сил. Отряд Гейджа выступил, когда не было и 3 часов утра; в 4 часа вышла бригада лесорубов под началом майора Джона Синклера (John Sinclair). Они должны были провести дорогу. В 6 утра, разместив четыреста человек на прилегающих высотах, выступил сам генерал.
Первый брод он преодолел с обозом и всем багажом беспрепятственно. Когда англичане в боевом порядке подошли ко второму броду, Гейдж доложил, что всё спокойно — он видел только «кучку дикарей», которые тут же разбежались.
Только к часу пополудни вся английская армия собралась у второго брода. Первыми начали переправу конные офицеры и подразделение кавалерии, за ними пошла пехота. Затем двинулись фургоны с припасами и артиллерия, а в хвосте — вьючные лошади и стадо коров на мясо. К двум часам переправа завершилась.
Брэддок знал, что он уже обнаружен, и решил поразить неприятеля числом и силой своих войск. Он повёл своих солдат как на парад (Вашингтон впоследствии вспоминал, что он никогда не видел зрелища красивее, чем Брэддок со своими людьми, переправлявшиеся через Мононгахелу). Каждый солдат привёл в идеальный порядок свою униформу, начищенные ружья сияли серебром под лучами полуденного солнца. С развевающимися знамёнами, под звуки марша стройные ряды «красных мундиров» двинулись в наступление. Основные силы англичан развернулись в боевом порядке на западном берегу Мононгахелы, у дома немца-кузнеца Джона Фразира (John Frazer). В двухстах-трёхстах ярдах находилось устье Черепашьего ручья (Тулпеви-Сипу) (Turtle Creek).

## Действия французов
Перед комендантом форта Дюкен, Клодом Пьером Контркёром (Pierre Claude Pécaudy sieur de Contrecoeur), встал нелёгкий выбор — сдаться без боя или всё же попытаться выстоять. 8 июля пехотный капитан Даниель де Божо предложил устроить засаду у второго брода через Мононгахилу. Контркёр дал себя уговорить, но приказал брать только добровольцев — в успех предприятия он не верил. Однако, к его вящему удивлению, весь гарнизон форта вызвался идти с Бюжо. К тому же у форта собралось около тысячи индейских союзников.
Комендант собрал военный совет. На него пришли представители более десятка индейских племён — делавары, шауни, оджибве, потаватоми, абенаки, конавага, оттава, гуроны. Отряды лесных племён привёл знаменитый «лесной бродяга» метис Шарль де Ланглад. Индейцев-христиан из канадских миссий возглавлял вождь Атанас (Athanase). Именно он активнее всех возражал против участия в битве — французы даже обратились к другим вождям: «Неужели этот гурон может говорить за всех вас?». Однако затем индейцы Атанаса сражались на самых жарких участках боя. Английский чиновник Службы по делам индейцев, С. Раксэл, назвал канадских индейцев-христиан «храбрейшими из всех союзников Франции».
Индейцы внимательно выслушали Божо, а затем дали такой ответ:
«Отец наш, ты так хочешь умереть, что и нас тянешь за собой? Нас всего восемьсот, а ты просишь нас напасть на четыре тысячи англичан? Воистину, это неразумно. Но мы обдумаем твои слова, и завтра ты услышишь наше решение».
Следующим утром совет собрался снова, и индейцы заявили о своём отказе. В этот момент прибежал гонец и сообщил, что армия Брэддока уже близко. Божо знал индейцев, а они уважали его за такт и предприимчивость. Воспользовавшись случаем, он выкрикнул: «Я пойду на врага! Я уверен в победе! Неужели вы позволите вашему отцу уйти одному?». Французы обещали индейцам английские скальпы и богатую добычу.
К воротам форта подкатили бочки с порохом, кремнями и пулями, выбили крышки, и каждый воин взял столько, сколько ему требовалось. Затем, раскрасившись в военные цвета и приготовившись к бою, отряд двинулся ко второму броду. Там было 637 индейцев, 146 канадских ополченца и 72 солдата регулярной армии. Под началом Божо были 2 капитана — Дюма (Jean Daniel Dumas) и де Линьери (François-Marie le Marchand de Lignery), 4 лейтенанта, 6 младших лейтенантов и 20 кадетов.
Удача улыбалась французам. Божо следовало поторопиться, поскольку уже ясно слышался стук топоров англичан, прорубавших дорогу. Французы укрылись в глубоком овраге, в 60 футах от наступающих англичан. К чести Брэддока, бездействие врага его не успокоило, и он постарался избежать засады. Генерал выслал на разведку нескольких проводников и шесть всадников, и построил своих солдат в маршевую колонну, удобную для местности, которую они пересекали.

## Ход сражения

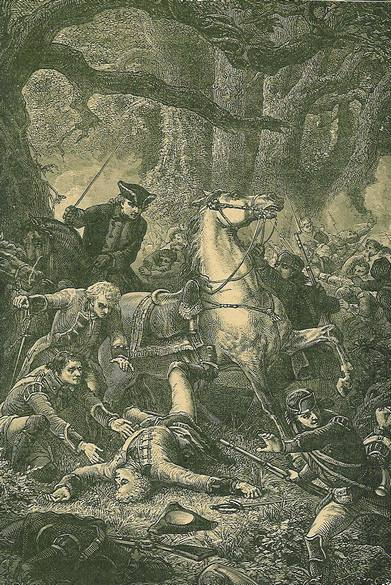
Смерть генерала Брэддока в битве при Мононгахеле. Гравюра XIX в.

Главные силы англичан уже подходили к поросшему густым лесом оврагу, когда разведчики развернулись и бросились назад. Недалеко от них на тропу выскочил человек, раскрашенный, как индеец, но с офицерским знаком на груди. Он взмахнул шляпой и издал ужасный клич. Тут же из-за деревьев высыпала толпа индейцев и солдат, которые подхватили клич командира. Прячась за деревьями и валунами, они окружили английскую колонну с флангов и открыли стрельбу. Поднялись клубы грязного сине-белого дыма.
На какой-то миг солдаты Гейджа застыли, «словно поражённые громом», а затем открыли ответный огонь и держались, пока не подоспели лесорубы майора Д. Синклера. Затем Гейдж приказал отходить к дороге. Его встретил смертоносный залп, и снова его ряды поколебались. Гейдж попытался сломить и устрашить врага картечью; от английского залпа капитан Божо и ещё дюжина человек упали замертво. Божо погиб мгновенно, от попадания пули в голову и шею. Канадцы дрогнули и побежали. Индейцы подались назад, не желая стоять под пушками.
В этот драматический момент командование боем приняли Дюма и де Линьери. Им удалось прекратить панику и воодушевить индейцев и солдат. Сражение вспыхнуло с новой силой, но некоторое время ни одна из сторон не имела перевеса. Крики «Да здравствует король!» по-английски и по-французски, боевые кличи индейцев слышались одинаково отчётливо.
Но затем непрерывный и убийственно точный огонь из укрытий переломил чашу весов в пользу французов. Канадские индейцы под началом вождя Атанаса заняли господствовавший над полем боя холм и превратили его в идеальную огневую точку. Главные силы французов и индейцев оставались невидимы для англичан.
Когда Брэддок услышал пальбу, он бросил вперёд полк подполковника Ральфа Бартона (Ralph Burton), оставив защищать обоз с припасами только 400 человек под началом Питера Хэлкета (Peter Halket). Но в это время отряд Гейджа был разбит окончательно и отброшен назад, прямо на позиции Бартона. Ряды смешались; начался хаос. Офицеры пытались собрать людей и повести их вперёд повзводно — но безуспешно. Англичан охватила паника.
Конные офицеры в своих великолепных мундирах стали идеальной мишенью для вражеских стрелков, и скоро некому стало отдавать приказы. Подполковник Бартон, пытавшийся сбросить с холма индейцев Атанаса, упал с простреленным бедром, атака захлебнулась. На узкой дороге 12 футов шириной, стиснутой с боков густым лесом, толпа насмерть перепуганных солдат наспех перезаряжала ружья и палила вслепую, наугад, в воздух, будто враги скрывались в верхушках деревьев. Страшный огонь неприятеля косил их, как косой.
К тому времени Брэддок в ярости метался от одной группы своих солдат к другой, пытаясь заставить их восстановить строй. Под ним убили четырёх лошадей, но он пересел на пятую и не оставлял своей затеи. Королевские солдаты были деморализованы совершенно; виргинцы, лучше обученные, пытались отбиваться от французов их же методом. Они упрашивали Брэддока позволить им покинуть строй и найти укрытие, но командир остался глух. Если он видел человека прячущимся за деревом, он мчался туда с проклятиями и ударами саблей плашмя снова выгонял его на открытое место.
К концу дня вся английская армия оказалась в окружении. Кончались боеприпасы, смолкли орудия, а фургоны получили сильные повреждения. Однако Брэддок отказывался признать своё поражение, тщетно надеясь восстановить дисциплину. Вокруг него умирали солдаты, скованные ужасом, но не имевшие права отступить. Когда все офицеры, кроме Вашингтона, были убиты или ранены, а невредимой осталась едва ли треть армии, Брэддок приказал сигналить отход. Но он быстро превратился в разгром и повальное бегство. «Не слушая офицеров, они побежали, как овцы от собак, и ничего нельзя было сделать», — рапортовал Вашингтон.
Сам Вашингтон уцелел только чудом, в бою под ним убили двух лошадей. Удалось спастись и другим офицерам, слава которых была ещё впереди. Однако командир англичан не пережил боя при Мононгахеле. Генерал Брэддок получил смертельную рану, когда его солдаты уже побежали. Его адъютант, капитан Роберт Орм, тщетно пытался найти кого-нибудь, чтобы помочь вынести генерала в безопасное место. Не помог даже «кошелёк с шестьюдесятью гинеями» — жизнь была дороже любых денег. Брэддок и сам упрашивал Орма бросить его и спасаться. «Там, где я похоронил свою честь, я хочу похоронить и свой позор», — заявил он. Однако Орм не подчинился. Вместе с виргинцем Стюартом (Robert Stewart), капитаном лёгкой кавалерии, они погрузили Брэддока на свежую лошадь, и Стюарт увёл её прочь.
К пяти часам пополудни всё было кончено. Солдаты Брэддока бросали всё — ружья, пояса, рюкзаки, даже снимали мундиры, чтобы облегчить свой бег. Индейцы гнались за ними до воды, и многие англичане пали под ножом и томагавком. Однако тех, кому удалось переплыть реку, победители не преследовали — добычи в избытке хватало и на этом берегу.
Только около сотни англичан, пробежав с полмили, дали себя уговорить остановиться, где хотел Брэддок, и подождать полковника Данбара (Thomas Dunbar) с резервом. Смертельно раненный генерал ещё сохранял ясность мысли. Он приказал выставить часовых, заняться ранеными и постараться собрать остальных. Однако меньше чем за час солдаты рассеялись, бросив своих командиров. Гейдж смог собрать лишь около восьмидесяти человек — всё, что осталось от армии Брэддока, которую ещё шесть часов назад индейцы, французы и он сам считали непобедимой.
В сравнении с английскими, французские потери были ничтожны.
Англичане отступали всю ночь и весь следующий день, 10 июля, пока к 10 часам вечера они вышли к плантации Христофора Гиста (Christopher Gist). Рано утром 11-го подоспели фургоны с припасами и медикаментами от Данбара. Брэддок, мучимый невыносимой болью, всё ещё осознавал свой долг. Часть припасов он распорядился выслать обратно, к Мононгахеле, для раненых и отставших. Данбару он приказал подтянуть остатки 44-го и 48-го полков и ещё фургоны для раненых.
Генерал слабел с каждой минутой. Он лишился всякой надежды на продолжение кампании. Полностью осознавая происшедшее, Брэддок заявил своим офицерам, что он, и только он, в ответе за катастрофу. Он лично, никого не слушая, отдавал приказы и требовал их выполнения. Распорядившись уничтожить все склады, чтобы они не достались французам, 12 июля Брэддок скомандовал отходить дальше, к Уиллс-Крик (Wills Creek).
Полковник Томас Данбар выполнил приказ в точности. Из артиллерии сохранили только две шестифунтовки. Мортиры и снаряды взорвали. Сожгли 150 фургонов, а запас пороха — 50 тысяч фунтов — сбросили в реку. Уничтожали всё, что могло задержать отступление. Данбару впоследствии пришлось отвечать за это, но он объяснил, что не было лошадей, и вывезти орудия и боеприпасы он просто не мог.
Только 12 июля, в воскресенье, армия смогла выступить к Грейт-Мидоуз. Всю дорогу умирающий генерал хранил молчание, нарушая его только для отдачи приказов. Около восьми вечера 13 июля, со словами: «В другой раз будем знать, что с ними делать…», или по другой версии: «Кто бы мог подумать?», Брэддок скончался.

## Итоги
Из офицеров трое были убиты, четверо ранены, солдаты и канадские ополченцы потеряли девятерых. Общее соотношение потерь оказалось таковым: французы — 16, их индейские союзники — максимум 40, англичане — 977 человек убитыми и ранеными. По распоряжению Джорджа Вашингтона Эдвард Брэддок был похоронен посреди дороги неподалёку от форта Несессити (англ. Necessity). По дороге специально проехали повозки, чтобы скрыть следы захоронения от надругательства со стороны враждебных индейцев (в 1908 году во время строительства рабочие обнаружили захоронение и, перенеся его на новое место, отметили первоначальное специальным знаком).
С разгромом Брэддока кампания 1755 года для англичан не закончилась. Ещё в июне Монктон (Robert Monckton) в Акадии (Acadia) успешно справился с поставленной задачей. В сентябре Уильям Джонсон (William Johnson) хоть и не дойдёт до Форта Сент-Фредерик (Fort Saint-Frédéric), но выстоит в битве у озера Георг (Lake George). Однако из захваченных документов Брэддока французы узнали о готовящемся походе на Форт Ниагара (Fort Niagara), и экспедиция Уильяма Ширли (William Shirley) в итоге сорвалась. Свой главный плацдарм французы удержали.
Было велико и моральное значение битвы при Мононгахеле. Англичане всерьёз опасались генерального наступления врага и прорыва «огромных индейских орд» к незащищённым приграничным поселениям. Для французов победа стала первой в череде успехов на раннем этапе Семилетней войны (1755—1757). А для индейцев участие в разгроме Брэддока стало их самым значительным и весомым вкладом в войну, названную в их честь.

## Споры
Спор о том, как Брэддок, с профессиональными солдатами, превосходящими силами и артиллерией, мог так неудачно провалиться, начался вскоре после битвы и продолжается по сей день. Кто-то обвинял Брэддока, кто-то обвинял его офицеров, кто-то обвинял британские войска или колониальную милицию. Джордж Вашингтон, со своей стороны, поддерживал Брэддока и придирался к британским регулярным войскам.
Тактика Брэддока всё ещё обсуждается. Согласно одной из научных идей, опора Брэддока на проверенные временем европейские методы, когда мужчины стоят плечом к плечу в открытых и огненных массовых залпах в унисон, не подходит для пограничных боёв и стоила Брэддоку битвы. Тактика стычек, которую американские колонисты усвоили из пограничных боёв, когда люди укрываются и стреляют индивидуально, «по-индейски», была лучшим методом в американской среде.
Однако в некоторых исследованиях интерпретация превосходства в «индейском стиле» считалась мифом нескольких военных историков. Европейские регулярные армии уже использовали свои нерегулярные силы и имели обширные знания о том, как использовать и противостоять партизанской войне. Стивен Брамуэлл утверждает прямо противоположное, заявляя, что современники Брэддока, такие как Джон Форбс и Генри Буке, признавали, что «война в лесах Америки была совершенно отличным делом от войны в Европе». Питер Рассел утверждает, что именно неспособность Брэддока полагаться на проверенные временем европейские методы стоила ему битвы. Британцы уже вели войну против нерегулярных сил в восстаниях якобитов. И восточноевропейские нерегулярные войска, такие как пандуры и гусары, уже оказали влияние на европейскую военную теорию к 1740-м годам. По мнению сторонников этой теории, Брэддок потерпел неудачу в том, что он не применил адекватно традиционную военную доктрину (в частности, не используя расстояние), а не отсутствие пограничной тактики. Рассел в своём исследовании показывает, что несколько раз перед битвой Брэддок успешно придерживался стандартной европейской тактики против засад и в результате был почти невосприимчив к ранним атакам французов и канадцев.

## Причины смерти Брэддока
Брэддок скончался около восьми вечера 13 июля 1755 года от не совместимого с жизнью ранения в лёгкое. Споры о том, кто же убил Брэддока, ведутся до сих пор. Историки из Оксфордского университета, в частности, П. Сайп, утверждают, что его застрелили «свои». Пуля пробила генералу правую руку и вошла в лёгкое. П. Сайп даже называет конкретного человека — некоего Т. Фосетта, который утверждал, что именно он стрелял в генерала, мстя за смерть брата (брат Фосетта так же, как и многие, пытался спрятаться в укрытии, Брэддок нашёл его и выгнал на открытое место, и солдата тут же сразила пуля).